# Lycosura
Lykosoura  a fost un oraș în Grecia în prefectura Arcadia.